# Fulvio Albanese
Fulvio Filippo Albanese (Genova, 18 febbraio 1956 – Torino, 7 novembre 2012) è stato un pallanuotista e allenatore di pallanuoto italiano.
È stato allenatore e direttore tecnico del settore agonistico della Rari Nantes Torino.

## Carriera
La sua carriera agonistica è iniziata dalla pallanuoto. Ha giocato in Serie A con la maglia del Centro sportivo FIAT.
Successivamente si è dedicato alla carriera di allenatore di nuoto, è stato professore di scienze motorie presso il Liceo classico Cavour, a Torino. È stato anche docente presso lo S.U.I.S.M. di Torino.
Negli anni 1998 e 1999 è stato allenatore della Nazionale italiana di nuoto, dove ha abbracciato il programma di preparazione per i Giochi Olimpici di Sydney 2000, denominato FIN POINT Velocità Maschile.
In carriera alla Rari Nantes Torino ha formato grandi campioni come Loris Facci.
È morto nella tarda serata del 7 novembre 2012 all'età di 56 anni nella sua casa sulle colline torinesi.